# Tallulah Bankhead
Pour les articles homonymes, voir Bankhead.
Tallulah Brockman Bankhead, née à Huntsville (Alabama) le 31 janvier 1902 et morte le 12 décembre 1968 à New York (État de New York), est une actrice américaine.

## Biographie
Tallulah Bankhead joua notamment pour Alfred Hitchcock dans Les Naufragés (Lifeboat), et inspira en partie le personnage de Cruella d'Enfer dans le long métrage animé Les 101 Dalmatiens, de Disney.

### Vie personnelle
Tallulah Bankhead est la meilleure amie d'enfance de Zelda Fitzgerald.
Elle épouse l'acteur John Emery en 1937 avant de divorcer en 1941.
Bisexuelle se qualifiant d'« ambisextre », elle est l’amante de l'actrice Alla Nazimova et de Billie Holiday. On lui prête également une liaison avec l’actrice oscarisée Hattie McDaniel[réf. nécessaire].

## Filmographie partielle

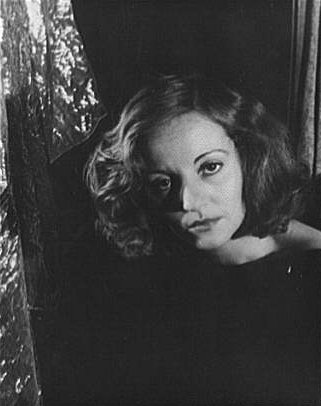
Tallulah Bankhead, 1934.

### Actrice
- 1918 : Who Loved Him Best? de Frank Reicher
- 1919 : Dans le piège (The Trap) de Frank Reicher
- 1928 : His House in Order de Randle Ayrton
- 1931 : Tarnished Lady de George Cukor
- 1931 : My Sin de George Abbott
- 1931 : The Cheat de George Abbott
- 1932 : La Foudre d'en bas (Thunder Below) de Richard Wallace
- 1932 : Le Démon du sous-marin (Devil and the Deep) de Marion Gering
- 1932 : Les Lèvres qui mentent (Faithless) de Harry Beaumont
- 1943 : Le Cabaret des étoiles (Stage Door Canteen) de Frank Borzage (apparition)
- 1944 : Lifeboat - les Naufragés (Lifeboat) d'Alfred Hitchcock
- 1945 : Scandale à la cour (A Royal Scandal) d'Ernst Lubitsch et Otto Preminger
- 1965 : Fanatic de Silvio Narizzano
- 1967 : Batman : la Veuve noire

## Théâtre

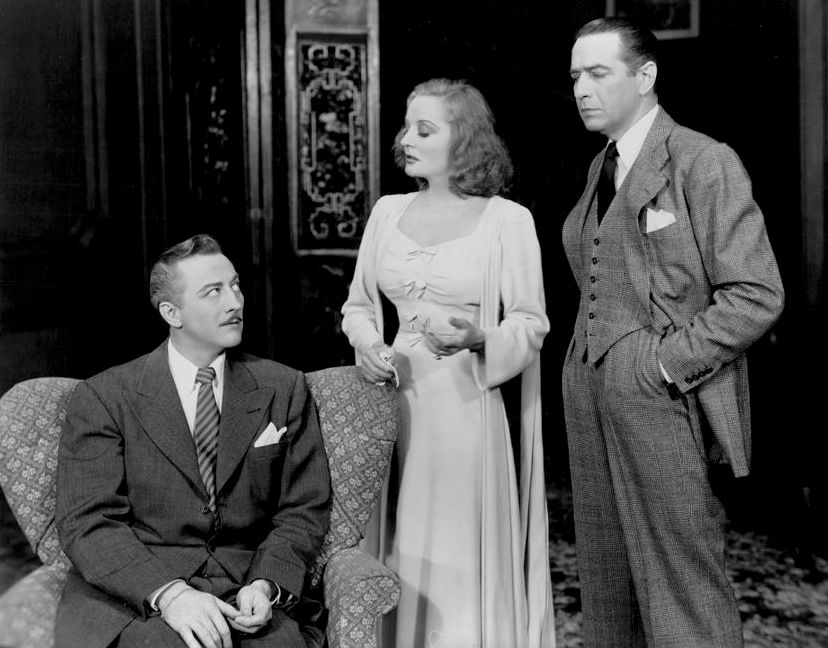
Tallulah Bankhead, John Emery, et Donald Cook sur scène à Broadway dans Foolish Notion, 1930.

- The Squab Farm (13 mars - avril 1918) (Broadway)
- 39 East (31 mars 1919) (en remplacement de Constance Binney) (Broadway)
- Footloose (20 mai - Juin 1920) (Broadway)
- Nice People (2 mars - Juin 1921) (Broadway)
- Everyday (16 novembre, 1921 - Janvier 1922) (Broadway)
- Danger (22 décembre, 1921 - février 1922) (en remplacement de Kathlene MacDonnel) (Broadway)
- Sleeping Partners (11 juin, 1922) (Baltimore)
- Good Gracious, Annabelle (20 juin, 1922) (Baltimore)
- Her Temporary Husband (31 août - novembre 1922) (Stamford)
- The Exciters (22 septembre - Octobre 1922) (Broadway)
- The Dancers (15 février, 1923) (Londres)
- Conchita (19 mars 1924) (Londres)
- This Marriage (15 mai 1924) (Londres)
- The Creaking Chair (22 juillet 1924) (Londres)
- Fallen Angels (21 avril 1925) (Londres)
- The Green Hat (2 septembre, 1925) (Londres)
- Scotch Mist (26 janvier 1926) (Londres)
- They Knew What They Wanted (18 mai 1926) (Londres)
- The Gold Diggers (14 décembre 1926) (Londres)
- The Garden of Eden (30 mai 1927) (Londres)
- Blackmail (28 février 1928) (Londres)
- Mud and Treacle (9 mai 1928) (Londres)
- Her Cardboard Lover (21 août 1928) (Londres et Écosse)
- He's Mine (29 octobre 1929) (Londres)
- The Lady of the Camellias (5 mars 1930) (Londres)
- Let Us Be Gay (18 août 1930) (Londres)
- Forsaking All Others (1er mars - juin 1933) (Broadway)
- Dark Victory (7 novembre - Décembre 1934) (Broadway)
- Rain (reprise) (12 février - mars 1935) (Broadway)
- Something Gay (29 avril - juillet 1935) (Broadway)
- Reflected Glory (21 septembre 1936 - janvier 1937) (Broadway)
- Antony and Cleopatra (10 novembre - 14 novembre, 1937) (Broadway)
- The Circle (18 avril - juin 1938) (Broadway)
- I Am Different (18 août 1938) (San Diego)
- The Little Foxes (15 février, 1939 - 3 février, 1940) (Broadway)
- The Second Mrs Tanqueray (1er juillet, 1940) (Maplewood)
- Her Cardboard Lover (30 juin, 1941) (Westport)
- Clash by Night (27 décembre 1941 - 7 février, 1942) (Broadway)
- The Skin of Our Teeth (18 novembre, 1942 - 25 septembre, 1943) (remplacée après 229 représentations Miriam Hopkins) (Broadway)
- Private Lives (19 juin, 1944) (Stamford)
- Foolish Notion (13 mars - 9 juin 1945) (Broadway)
- The Eagle Has Two Heads (19 mars - 12 avril, 1947) (Broadway)
- Private Lives (reprise) (4 octobre, 1948 - 7 mai, 1949) (Broadway)
- Dear Charles (15 septembre, 1954 - 29 janvier, 1955) (Broadway)
- A Streetcar Named Desire (reprise) (15 février, 1956) (New York City Center)
- Ziegfeld Follies (16 avril 1956) (Boston)
- Eugenia (The Ambassadors) (30 janvier - 9 février, 1957) (Broadway)
- House on the Rocks (juin 1958) (tour)
- Crazy October (8 octobre, 1958) (New Haven et San Francisco)
- Craig's Wife (30 juin, 1960) (Nyack)
- Midgie Purvis (1er février - 18 février 1961) (Broadway)
- Here Today (juin 1962) (tour)
- The Milk Train Doesn't Stop Here Anymore (1er janvier - 4 janvier, 1964) (Broadway)
- Glad Tidings (juin 1964) (tour)

## Postérité

### Audiovisuel
- En 2015, l'actrice américaine Christina Bennett Lind l'interprète dans la mini-série Z : Là où tout commence.

- En 2020, l'actrice américaine Paget Brewster interprète une version fictionnelle de Tallulah Bankhead dans la mini-série Hollywood, diffusée sur Netflix.
- En 2020, Natasha Lyonne l'interprète dans le film Billie Holiday, une affaire d'État de Lee Daniels.